# أنطونيو أورلاندو رودريغيز
أنطونيو أورلاندو رودريغيز هو كاتب للأطفال وكاتب كوبي، ولد في 1956 في سييغو دي افيلا في كوبا.